# Jurinella jicaltepecia
Jurinella jicaltepecia är en tvåvingeart som beskrevs av Townsend 1931. Jurinella jicaltepecia ingår i släktet Jurinella och familjen parasitflugor. Inga underarter finns listade i Catalogue of Life.